# Ruta zwyczajna

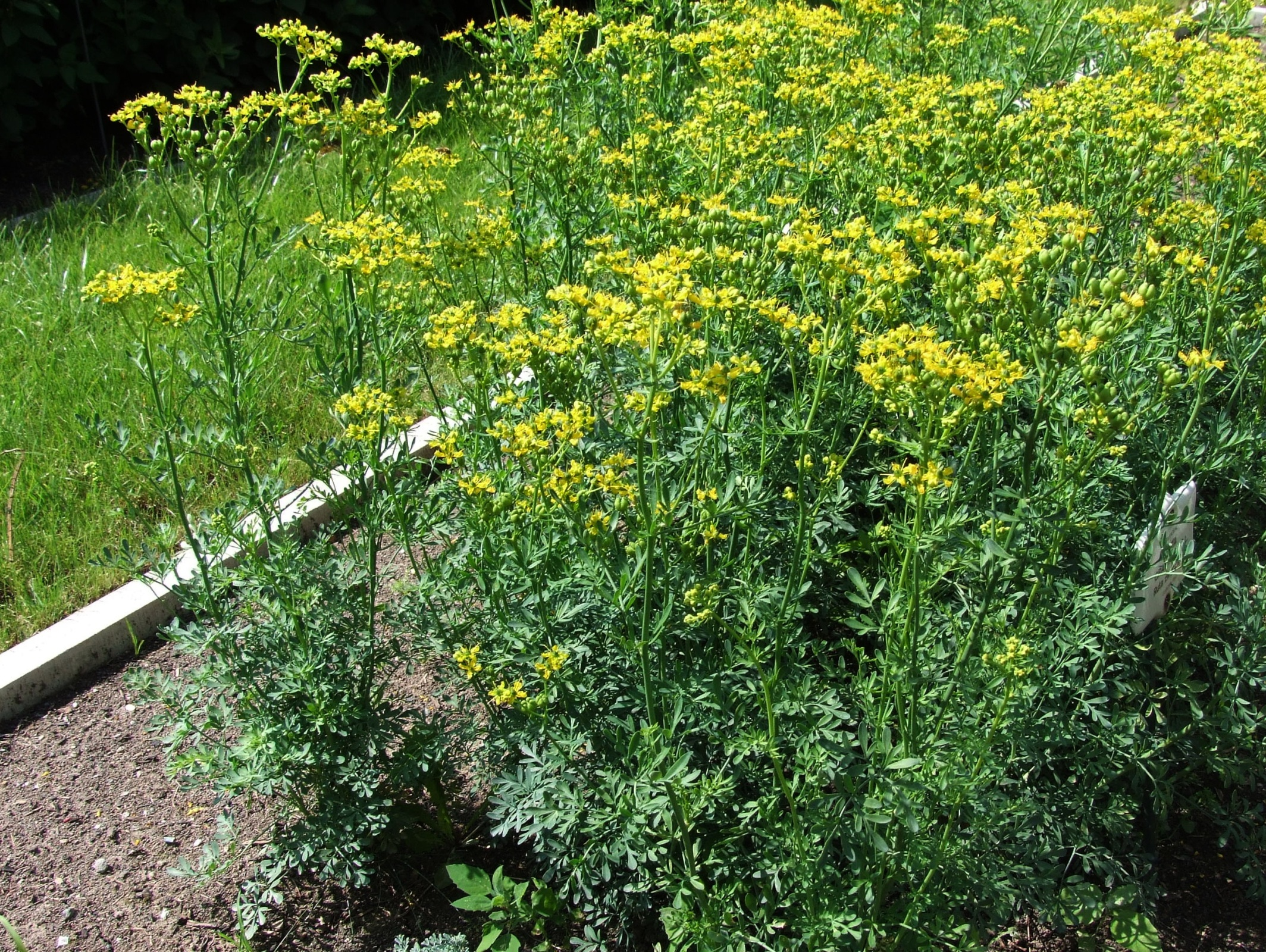
Pokrój

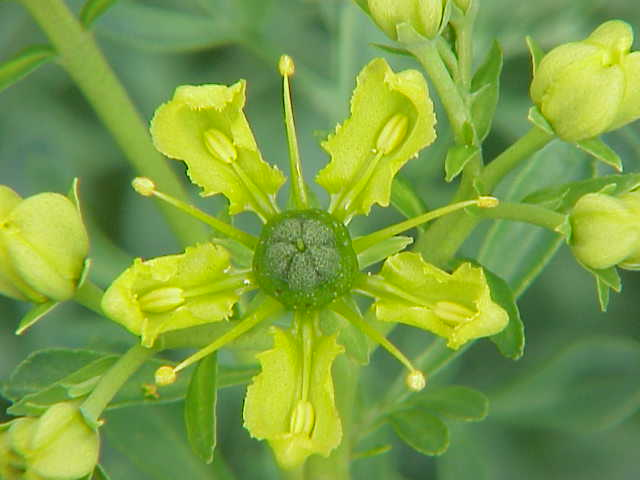
Kwiat

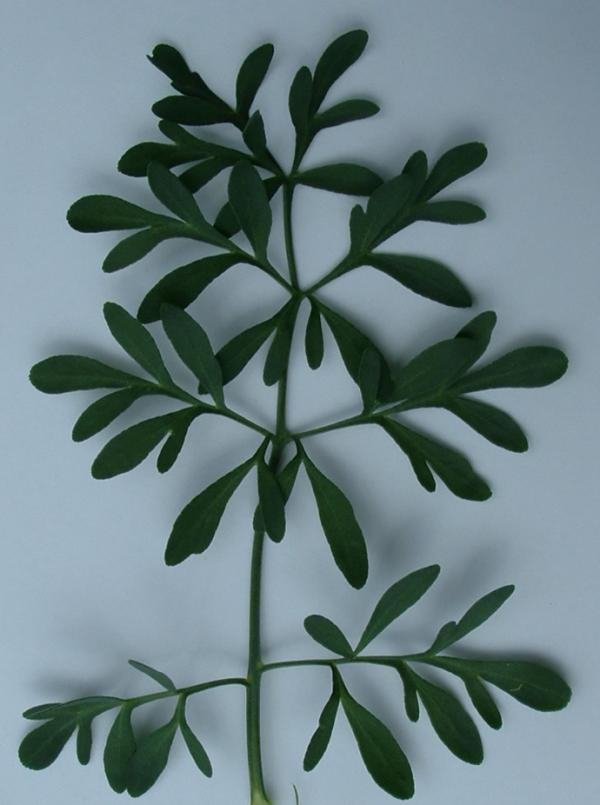
Liść

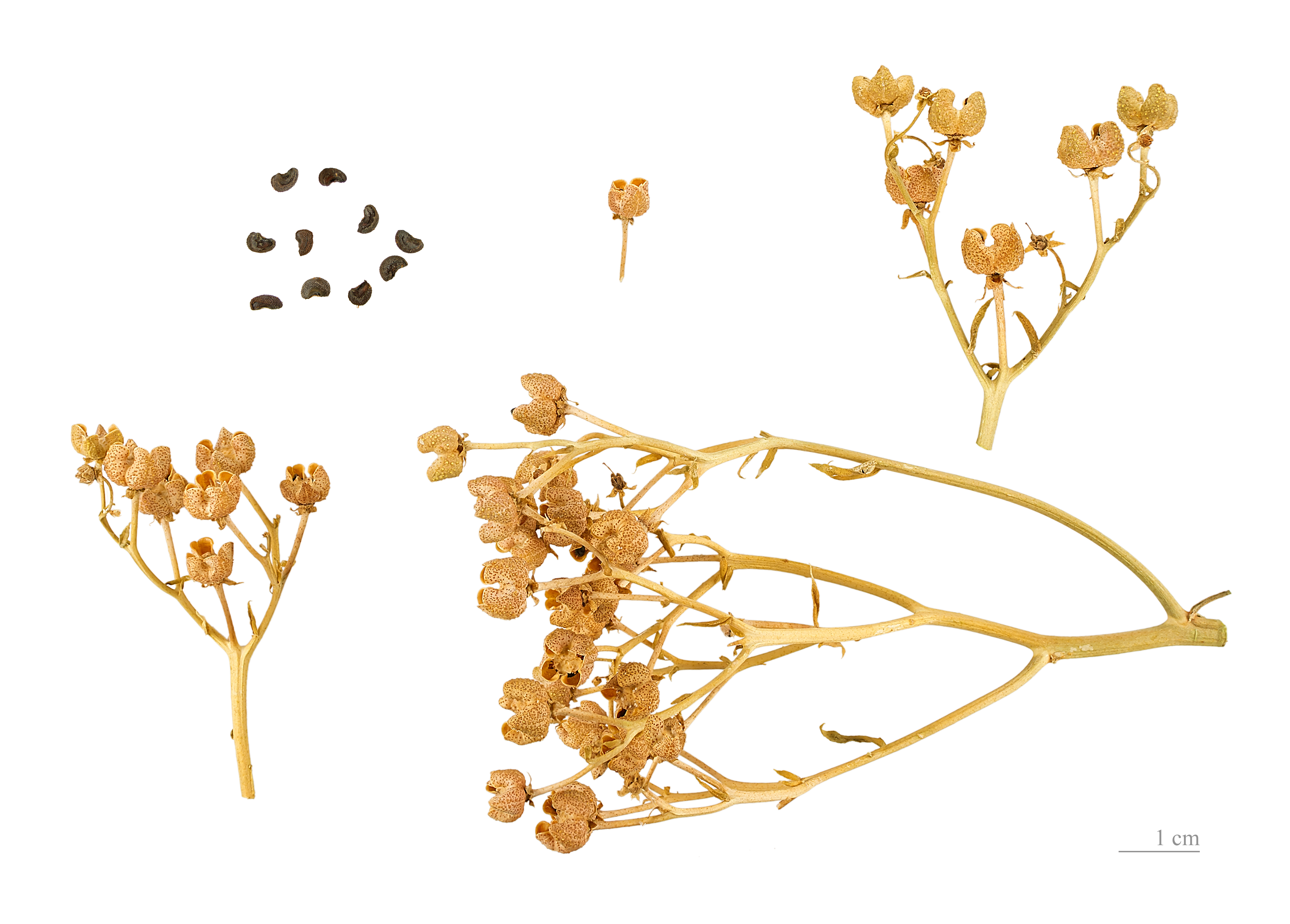
Owoce i nasiona

Ruta zwyczajna (Ruta graveolens L.) – gatunek rośliny z rodziny rutowatych (Rutaceae). 

## Rozmieszczenie geograficzne
Pochodzi z południowo-wschodniej i wschodniej Europy (Bałkany, Krym), ale rozprzestrzeniła się także na afrykańskim wybrzeżu Morza Śródziemnego i w Europie Południowej. Uprawiana jest w wielu krajach. Obecnie poza Antarktydą występuje na wszystkich kontynentach i na wielu wyspach. W Polsce jest rośliną uprawianą, czasami dziczejącą (efemerofit).

## Morfologia
ŁodygaWzniesiona, o wysokości do 1 m, zwykle pojedyncza, nie owłosiona, sinozielona, dołem drewniejąca.
LiściePodwójnie lub potrójnie pierzastosieczne, o podługowatych odcinkach, przy czym odcinek szczytowy jest odwrotnie jajowaty..
KwiatyObupłciowe, promieniste, zebrane w wiechowate kwiatostany, wyrastające w kątach górnych liści. Kwiaty boczne są czterokrotne, a szczytowe pięciokrotne. Płatki korony żółte, na szczycie wgłębione.
OwocWielonasienna torebka z trójkanciastymi, ciemnobrązowymi nasionami.

## Biologia i ekologia
Roślina wieloletnia, podkrzew, chamefit. Kwitnie od czerwca do sierpnia. Cała roślina ma silny, swoisty, mało przyjemny zapach i gorzki smak. Liczba chromosomów 2n = 72, 81.

## Zastosowanie
- Roślina lecznicza. Jej własności lecznicze znane były już w starożytności, używano jej wówczas jako środka rozkurczowego i moczopędnego[7].
  - Działanie: wiatropędne, żółciopędne, rozkurczowe, uspokajające, moczopędne, przeciwbólowe, pobudzające trawienie poprzez zwiększenie wydzielania soków trawiennych. Ruta zwalcza robaki – pasożyty układu pokarmowego, obniża ciśnienie krwi, poprawia krążenie obwodowe, uszczelnia ściany naczyń krwionośnych i zwiększa wrażliwość skóry na promieniowanie słoneczne[7]. Nie powinni jej używać alergicy oraz kobiety blondynki i rude, są bowiem bardziej podatne na uczulenia rutą, niż inne kobiety i mężczyźni[9].
  - Surowiec zielarski: liść (Folium Rutae), ziele (Herba Rutae). Zawiera: olejek eteryczny do 0,36% (metylo-n-nonyloketon do 90% i metylo-n-heptyloketon do 10%, nieznaczne ilości pinen, limonenu i cymenu), furanokumaryny do 0,1% (m.in. psoralen, bergapten, ksantotoksyna, izoimperatoryna i rutamaryna), flawonoidy do 2,2% (m.in. rutyna i kwercetyna), alkaloidy (skimianina, graweolina, arboryna i rutamina), kumaryna, umbeliferon, kwasy organiczne, witamina C, sole mineralne[10].
  - Zbiór i suszenie: przed kwitnieniem ścina się szczyty pędów i suszy w warunkach naturalnych w miejscach zacienionych i przewiewnych, a następnie osmykuje liście, odrzucając łodygi. Przy zbiorze i pracach pielęgnacyjnych używa się rękawiczek, gdyż roślina może spowodować poparzenia i przebarwienia skóry, zwłaszcza podczas letniej, słonecznej pogody[9].

Inne zastosowania
- Roślina ozdobna. Uprawiana czasami na rabatach, nadaje się też na niskie żywopłoty; jej szarozielone liście dobrze komponują się z kwiatami[8].
- W kuchni jej świeże, młode liście używane są do konserwowania dziczyzny, aromatyzowania sałatek, surówek, mięs, duszonych potraw, kapusty, grzybów i do gotowania ryb, zaś suszone ziele wykorzystywane jest do nacierania mięs, przyprawiania bigosu, gulaszu[7]. Ruta jest jednak bardzo gorzka. Gorycz ta zmniejsza się pod wpływem kwasów, z tego też względu ruta bardziej nadaje się do warzyw kiszonych lub marynowanych octem[11].
- Olejku z ruty używa się do aromatyzowania niektórych koniaków, likierów i wina wermut[11].
- Ruta używana jest do aromatyzowania niektórych herbat i napojów owocowych[7].
- Z ziela otrzymywano dawniej żółty barwnik[7].
- Ma silne działanie poronne, pisał o tym już Pliniusz Starszy. Do tej pory stosowana jest jako środek poronny w niektórych częściach świata. Jest jednak niebezpieczna – notowano przypadki śmiertelnych krwotoków z macicy po jej stosowaniu w celu poronnym[11].
- Zapach ruty odstrasza koty. Wywary z ruty są też używane w biologicznej ochronie roślin[11].

## Uprawa
Jest mrozoodporna. Najlepiej rośnie na lekko zasadowej i przepuszczalnej glebie oraz na słonecznym stanowisku. Powinna być zasłonięta od silnych wiatrów. Aby zapewnić roślinie zwarty pokrój, należy ją przyciąć po przekwitnieniu. Rozmnaża się ją wiosną przez podział lub późnym latem przez sadzonki pędowe. Można też rozmnażać przez nasiona, które wysiewa się w kwietniu do rozsadnika lub bezpośrednio do gruntu. Bezpośrednio po zbiorze nasiona kiełkują słabo, wiosną mają już większą zdolność kiełkowania. W pierwszym roku ruta zwyczajna wytwarza tylko rozetę liściową, w następnym roku – łodygę z kwiatami.

## Obecność w kulturze
- Na Litwie i w Polsce ruta uważana była za symbol czystości i dziewictwa. Występuje w wielu ludowych piosenkach. Panna młoda przed ślubem nosiła na głowie wianek z ruty, który po nocy poślubnej palono[11]. W średniowieczu wierzono, że zapach ruty podnieca seksualnie i wabi mężczyzn, co uzasadniało noszenie wianka z ruty przez młode kobiety, które chciały wyjść za mąż. Przysłowie o sianiu ruty oznaczało staropanieństwo[9]. W Anglii natomiast ruta symbolizowała dawniej żal po utraconym dziewictwie[11].
- Z rutą związane były też zabobony. Marcin Siennik w Herbarzu w 1568 r. pisał, że kto się obłoży rutą, iże miejsca gołego nie będzie, tedy taki może bazyliszka zabić bez wszelkiej szkody i obrazy[7].
- Żydzi płacili świątyni podatek (dziesięcinę) m.in. również dostawami ruty. Wiemy o tym z Ewangelii Łukasza (11,42). Już wówczas była ona rośliną uprawną. W grę wchodzi również drugi gatunek ruty, pospolicie występujący w Izraelu – Ruta chalepensis[12].
- W Polsce istniało dawniej przekonanie o niezwykłych własnościach tej rośliny. Wierzono, że ma moc odwracania czarów i odpędzania zła[7].
- Według ukraińskiej legendy, w Noc Świętojańską (Nicz na Iwana Kupała) kwiat ruty na kilka minut zmienia kolor z żółtego na czerwony. Dziewczyna, która znajdzie i zerwie czerwony kwiat ruty, będzie szczęśliwa w miłości[13]. Temat jest motywem popularnej piosenki "Czerwona ruta", śpiewanej przez wielu wykonawców[14].